# 多花杜英
多花杜英（学名：Elaeocarpus floribundoides），为杜英科杜英属下的一个植物种。